# فرانشيسكو دوق بارما
فرانشيسكو فارنيزي (19 مايو 1678 - 26 مايو 1727) هو دوق بارما وبياتشينزا من 1694 حتى وفاته، هو من أواخر حكام آل فارنيزي التي حكمت الدوقية، تزوج من دوروثيا صوفي من نيوبورغ أرملة شقيقه الأكبر إدواردو لتجنب عودة مهرها، هو ابن الثاني لـ رانوتشيو الثاني دوق بارما وماريا دي إستي.